# WestLB
WestLB AG – niemiecki bank komercyjny z siedzibą w Düsseldorfie, działający w latach 2002–2012.

## Działalność
Bank WestLB został utworzony w dniu 30 sierpnia 2002 r. z dawnego banku Westdeutsche Landesbank Girozentrale, po tym jak realizacja zadań publicznych została przekazana bankowi Landesbank NRW – instytucji prawa publicznego utworzonej 1 sierpnia 2002 r.
Bank był jednym z wiodących przedsiębiorstw świadczących usługi finansowe w Niemczech, z sumą bilansową na dzień 31 grudnia 2007 r. w wysokości 286,5 mld EUR.
Był on bankiem centralnym kas oszczędnościowych NRW i jako bank handlowy prowadzący działalność międzynarodową stanowił dla kas oszczędnościowych pomost w dostępie do globalnych rynków finansowych. Działając we współpracy z kasami oszczędnościowymi, WestLB oferował pełną paletę produktów i usług charakterystycznych dla banków uniwersalnych, przy czym główny obszar działalności banku dotyczył działalności kredytowej, a także segmentów finansowania strukturyzowanego, działalności na rynku kapitałowym, zarządzania majątkiem prywatnym, zarządzania aktywami, transferu środków pieniężnych oraz finansowania nieruchomości. Według stanu na dzień 30 grudnia 2007 r. bank WestLB zatrudniał 6147 pracowników.
Udziałowcami banku były zrzeszenia kas oszczędnościowych: Sparkassenverband Westfalen-Lippe, Rheinische Sparkassen- und Giroverband, kraj związkowy Nadrenia Północna-Westfalia oraz oba związki krajowe (niem. Landschaftsverbände) Rheinland i Westfallen-Lippe.
Z biegiem czasu zmienił się główny obszar działalności handlowej banku. WestLB, którego działalność ograniczała się początkowo do funkcji centrali żyrowej dla kas oszczędnościowych, w coraz większym stopniu stawał się bankiem inwestycyjnym.
W związku z kryzysem na rynkach finansowych, od połowy 2007 r. zmniejszała się również wartość strukturyzowanych inwestycji portfelowych WestLB, w tym także inwestycji wiążących się z ryzykiem na amerykańskim rynku kredytów hipotecznych typu subprime.
Znaczne inwestycje w strukturyzowane papiery wartościowe spowodowały poważne straty. W związku z tym władze niemieckie oraz udziałowcy WestLB uzgodnili w listopadzie 2009 r. utworzenie likwidatora, Erste Abwicklungsanstalt, na którego przeniesiono aktywa o wartości nominalnej 77,5 mld EUR oraz kapitał w wysokości 3 mld EUR.

## Działalność w Polsce
WestLB działał w Polsce w latach 1995–2010 pod nazwą West LB Polska S.A. W związku z procesem likwidacyjnym WestLB jego polski oddział został sprzedany nowym inwestorom i kontynuował działalność jako Polski Bank Przedsiębiorczości SA.